# Episodi di NCIS: Los Angeles (undicesima stagione)
L'undicesima stagione della serie televisiva NCIS: Los Angeles è stata trasmessa in prima visione assoluta negli Stati Uniti d'America da CBS dal 29 settembre 2019 al 26 aprile 2020. Inizialmente doveva essere composta di 24 episodi come nelle precedenti dieci stagioni, ma è stata ridotta a 22 in seguito alla pandemia di COVID-19 che si è diffusa anche negli Stati Uniti d'America.
In Italia la prima parte della stagione (episodi nº 1-8) stata trasmessa in prima visione assoluta su Rai 2 dal 10 al 31 gennaio 2020, mentre la seconda parte (episodi nº 9-22) è stata trasmessa in prima visione assoluta su Rai 2 dal 27 settembre al 20 dicembre 2020.
| nº | Titolo originale         | Titolo italiano               | Prima TV USA      | Prima TV Italia   |
| -- | ------------------------ | ----------------------------- | ----------------- | ----------------- |
| 1  | Let Fate Decide          | Nelle mani del destino        | 29 settembre 2019 | 10 gennaio 2020   |
| 2  | Decoy                    | Depistaggio                   | 6 ottobre 2019    | 10 gennaio 2020   |
| 3  | Hail Mary                | Insieme per forza             | 13 ottobre 2019   | 17 gennaio 2020   |
| 4  | Yellow Jack              | Contagio                      | 20 ottobre 2019   | 17 gennaio 2020   |
| 5  | Provenance               | Il Cubo                       | 27 ottobre 2019   | 24 gennaio 2020   |
| 6  | A Bloody Brilliant Plan  | Un piano dannatamente geniale | 3 novembre 2019   | 24 gennaio 2020   |
| 7  | Concours D'Elegance      | Un bijoux                     | 10 novembre 2019  | 31 gennaio 2020   |
| 8  | Human Resources          | Risorse umane                 | 17 novembre 2019  | 31 gennaio 2020   |
| 9  | Kill Beale Vol. 1        | Kill Beale                    | 24 novembre 2019  | 27 settembre 2020 |
| 10 | Mother                   | Madre                         | 1º dicembre 2019  | 4 ottobre 2020    |
| 11 | Answers                  | Confessioni                   | 8 dicembre 2019   | 11 ottobre 2020   |
| 12 | Groundwork               | Piani e progetti              | 5 gennaio 2020    | 18 ottobre 2020   |
| 13 | High Society             | Alta società                  | 12 gennaio 2020   | 25 ottobre 2020   |
| 14 | Commitment Issues        | Prima il dovere               | 16 febbraio 2020  | 1º novembre 2020  |
| 15 | The Circle               | Circolo vizioso               | 23 febbraio 2020  | 8 novembre 2020   |
| 16 | Alsiyadun                | Missione di salvataggio       | 1º marzo 2020     | 15 novembre 2020  |
| 17 | Watch Over Me            | Veglia su di me               | 8 marzo 2020      | 22 novembre 2020  |
| 18 | Missing Time             | Incontri ravvicinati          | 22 marzo 2020     | 29 novembre 2020  |
| 19 | Fortune Favors the Brave | La fortuna aiuta gli audaci   | 29 marzo 2020     | 6 dicembre 2020   |
| 20 | Knock Down               | Fuoco e fiamme                | 12 aprile 2020    | 13 dicembre 2020  |
| 21 | Murder of Crows          | Come corvi                    | 19 aprile 2020    | 20 dicembre 2020  |
| 22 | Code of Conduct          | Codice del silenzio           | 26 aprile 2020    | 20 dicembre 2020  |

## Nelle mani del destino
- Titolo originale: Let Fate Decide
- Diretto da: Christine Moore
- Scritto da: Kyle Harimoto

### Trama
Callen e Sam cercano di fare collaborare le spie cecene a bordo della USS Allegiance insieme al Capitano Harmon Rabb Jr.; Hetty vola a Riyad con il Tenente Colonnello Sarah "Mac" Mackenzie per chiedere aiuto al Vice Principe Ereditario Kamal e impedire lo scoppio di una guerra in Medio Oriente; Kensi e Deeks, bloccati nell'Unità Mobile della CIA in Iraq insieme a Sabatino e al Sottufficiale Wallace, vengono attaccati da soldati dell'ISIS, ma fortunatamente riescono a scappare e si mettono sulle tracce della giornalista francese Alexandra Duvivier e del disertore dell'ISIS Muhammad Pliyev, le uniche due persone che possono confermare che il lancio dei missili è parte di un'operazione "sotto falsa bandiera". Callen e Harm poi vanno a Tel Aviv, dove Callen incontra Eliana Sapir, agente del Mossad con cui ha lavorato in passato a Londra e a Roma e sua ex ragazza; mentre Sam e Fatima si recano a Teheran per fare in modo che i vertici del Governo iraniano vengano a conoscenza della verità sull'attacco missilistico. In Iraq, Duvivier e Pliyev vengono rintracciati e le prove, caricate su una chiavetta USB, inviate in Arabia Saudita: il rischio di un conflitto in Medio Oriente sembra finalmente scongiurato. Durante la scena finale dell'episodio, Harm e Mac hanno l'occasione di ripensare a ciò che c'è stato tra di loro e di chiarire i motivi che hanno portato alla rottura del loro fidanzamento.
- Ascolti USA: 6 440 000 telespettatori[2]
- Ascolti Italia: 1 105 000 – share 4,25%[3]

## Depistaggio
- Titolo originale: Decoy
- Diretto da: Dennis Smith
- Scritto da: Kyle Harimoto

### Trama
La squadra si divide poiché impegnata con diversi casi in giro per il mondo: Callen e Sam si trovano a Tel Aviv, mentre Kensi, a Los Angeles, indaga sull'omicidio della guardia del corpo di un trafficante d'armi con l'Agente del Dipartimento di Giustizia Lance Hamilton, che collega questa morte ad altre due le cui vittime erano sempre guardie del corpo dello stesso uomo; Deeks è a un corso di addestramento alla Polizia e Nell, tornata da San Francisco (sua madre è sopravvissuta all'ictus e sta migliorando), è preoccupata perché Eric, malgrado fosse nella stessa città per fare da consulente presso un'importante società di tecnologia e sicurezza, non si è più fatto sentire.
- Ascolti USA: 6 700 000[4]
- Ascolti Italia: 1 102 000 – share 4,59%[3]

## Insieme per forza
- Titolo originale: Hail Mary
- Diretto da: Benny Boom
- Scritto da: R. Scott Gemmill e Frank Military

### Trama
Hetty accoglie la richiesta dell'Ammiraglio Killbride che ha bisogno di una scorta per un'operazione già in corso e propone Callen e Sam, mentre Kensi e Deeks vengono incaricati di sorvegliare un uomo legato e imbavagliato in una stanza d'albergo. L'Ammiraglio si rifiuta di fornire agli Agenti i dettagli dell'operazione e loro inizialmente si tirano indietro, ma grazie a Eric e Nell scoprono che la borsa trasportata da Killbride contiene 12 milioni e mezzo in titoli al portatore olandesi che servono per liberare Jess Adams, un'ufficiale dell'Intelligence Navale che è stata rapita e sta per essere venduta. Malgrado le diffidenze reciproche e la successiva morte dell'unica persona che poteva essere scambiata per la Adams, i ragazzi della squadra e l'Ammiraglio impareranno a fidarsi gli uni dell'altro, riuscendo così a portare a termine l'operazione. Alla fine lo invitano al bar per una birra.
- Ascolti USA: 6 630 000[5]
- Ascolti Italia: 1 160 000 – share 4,80%[6]

## Contagio
- Titolo originale: Yellow Jack
- Diretto da: Terrence O'Hara
- Scritto da: Andrew Bartels

### Trama
L'assassinio di un tenente della Marina porta la squadra a indagare su una possibile epidemia di ebola. Callen e Sam si recano sulla nave, la USS Allegiance, dove era di stanza la vittima, mentre Kensi e Deeks ne ricostruiscono gli spostamenti dopo lo sbarco. Kensi sospetta di essere incinta ma alla fine, rivelatosi un falso allarme, si scusa con Deeks per non averlo messo al corrente della cosa.
- Ascolti USA: 6 400 000[7]
- Ascolti Italia: 1 160 000 – share 4,80%[6]

## Il Cubo
- Titolo originale: Provenance
- Diretto da: Lily Mariye
- Scritto da: Jordana Lewis Jaffe

### Trama
La squadra dell'NCIS va alla ricerca di un dipinto rubato, chiamato "Il Cubo", del valore di 40 milioni di dollari, visto l'ultima volta sulla parete della casa di una coppia di coniugi di Beverly Hills e la cui vendita al mercato nero dovrà servire a finanziare attività terroristiche. Durante le indagini, che li condurranno a una banditrice d'asta e a un magnate cinese, gli Agenti fanno la conoscenza di Katherine Casillas, affascinante agente assicurativa che subito colpisce Sam; su indicazione di Katherine, che sa come muoversi nel mondo dell'arte, Kensi viene mandata sotto copertura in una galleria per cercare di rintracciare il dipinto.
- Ascolti USA: 6 090 000[8]
- Ascolti Italia: 1 215 000 – share 4,80%[9]

## Un piano dannatamente geniale
- Titolo originale: A Bloody Brilliant Plan
- Diretto da: Terence Nightingall
- Scritto da: Frank Military (sceneggiatura); Terence Nightingall, Kate D. Martin e Frank Military (soggetto)

### Trama
La squadra dell'NCIS, con riluttanza, viene affiancata da due ex ladri gentiluomini, Ricky Dorsey e Frankie Bolton, ora diventati cittadini modello, dopo che un potente contrabbandiere di armi ha rapito la figlia di Ricky per cercare di entrare in possesso del prototipo di una pericolosa tecnologia che spara proiettili di metallo fuso capaci di perforare un blindato e la vende a un gruppo di spie nordcoreane. Ciò porta Callen e Sam a rivolgersi a Jennifer Kim, figlia di Granger e preziosa miniera di informazioni. La collaborazione "forzata" non sarà facile, specialmente a seguito della scoperta che i due hanno fatto una soffiata ai nordcoreani, promettendo loro Jennifer Kim (la quale accettando di collaborare con gli Stati Uniti ha tradito il suo Paese, quindi se vi rientrasse sarebbe uccisa) in cambio della figlia di Ricky, e a causa delle differenze tra Stati Uniti e Inghilterra; i ragazzi, inoltre, si infiltrano in un club di poker per soli inglesi, ma la copertura salta quando Frankie comincia a barare, scatenando una rissa. L'episodio si conclude in un locale inglese, dove Callen e Jennifer ricordano l'ex vicedirettore e tutti brindano con una tazza di tè, nella migliore tradizione britannica.
- Nota. In questo episodio, per via della presenza dei due personaggi inglesi, in lingua originale sono presenti una gran quantità di espressioni e di vocaboli usati nell'inglese arcaico, la cui traduzione è mostrata in sovrimpressione, nonché il differente accento imitato in una scena da Fatima; a differenza degli altri episodi, poi, in questo i "frame" che separano le sequenze, invece di essere in bianco e nero sono a colori.
- Ascolti USA: 5 710 000[10]
- Ascolti Italia: 988 000 – share 4,26%[9]

## Un bijoux
- Titolo originale: Concours D'Elegance
- Diretto da: Yangzom Brauen
- Scritto da: Lee A. Carlisle

### Trama
A Brentwood, davanti alla villa di un influencer e streamer di videogiochi, un misterioso aggressore spara a un ingegnere che lavora per la Marina al circuito del prototipo di un nuovo drone subacqueo. La strada della squadra si incrocia così di nuovo con quella di Katherine Casillas, incaricata di assicurare i beni dell'influencer, quando si scopre che il circuito è stato rubato dal laboratorio presso cui era impiegata la vittima la sera precedente, e che è stato installato sulla Ferrari del ragazzo. Per recuperarlo, Callen, Sam e Fatima vanno sotto copertura come venditori a un'asta privata e molto esclusiva a Long Beach con l'aiuto di Katherine; mentre Kensi e Deeks individuano il possibile coinvolgimento dei russi, che potrebbero aver inviato un loro sicario ad aggredire l'ingegnere. A vincere l'asta risulta essere una donna che si scopre essere di origine macedone e un hacker ricercata per crimini nel dark - web; sopraggiungono i russi, che prendono in ostaggio Fatima e vogliono il circuito, perciò sequestrano la Ferrari; Sam e Katherine si lanciano all'inseguimento a bordo della Hellcat, riuscendo a fermarli, arrestarli e a recuperare il circuito del drone. Dopo, lei gli chiede di farle fare un giro sull'auto e lui, con sorpresa di Callen, le dà le chiavi. Nell regala a Fatima il suo libro preferito, Il buio oltre la siepe, e le augura buona fortuna per la missione. Nell'ultima scena, in ospedale dove sono andati a controllare le condizioni dell'ingegnere ferito, Deeks rivela a Kensi che il suo nome d'arte ai tempi in cui faceva il ballerino esotico (lui preferisce "spogliarellista") era Jack, come Jack Dawson protagonista di Titanic, e che non glielo ha mai detto finora per non rovinare il suo film preferito, ma Kensi dice che saperlo rende il film stesso addirittura più bello, e telefona alle amiche per metterle al corrente.
- Ascolti USA: 6 040 000[11]
- Ascolti Italia: 1 096 000 – share 4,34%[12]

## Risorse umane
- Titolo originale: Human Resources
- Diretto da: James Hanlon
- Scritto da: Joe Sachs

### Trama
Dopo che un Tenente della Marina addetto alle Risorse Umane scompare dalla scena di un incidente d'auto, la squadra scopre che anche il suo laptop è sparito e che qualcuno di recente ha aperto un file contenente informazioni confidenziali su Navy Seal in pensione le cui vite e quelle dei loro familiari potrebbero essere a rischio. Le indagini portano a un sito del dark web e a un giovane attentatore che viene rintracciato in una scuola abbandonata; Callen e Sam riescono a disinnescare le trappole esplosive piazzate e a ucciderlo, mentre Kensi e Deeks arrestano i suoi compagni; inoltre recuperano la lista degli obiettivi successivi. Al bar, ora chiamato "Il calamaro folle", i ragazzi gustano la prima birra ufficiale del mini birrificio messo su da Deeks.
- Ascolti USA: 6 510 000[13]
- Ascolti Italia: 1 009 000 – share 4,36%[12]

## Kill Beale
- Titolo originale: Kill Beale: Vol. 1
- Diretto da: Eric A. Pot
- Scritto da: Samantha Chasse e R. Scott Gemmill

### Trama
Dopo che l'appartamento di Eric a San Francisco è stato attaccato, Callen e Sam si dirigono là per localizzare Eric prima che sia troppo tardi. Nel frattempo, Kensi e Nell scoprono la verità sul secondo lavoro di Eric.
- Ascolti USA: 6 350 000[14]
- Ascolti Italia: 1 143 000 telespettatori – share 4.5%.[15]

## Madre
- Titolo originale: Mother
- Diretto da: Dennis Smith
- Scritto da: Eric Christian Olsen e Babar Peerzada

### Trama
Akhos Laos, un ex agente segreto che in origine era stato reclutato e addestrato da Hetty Lange, ricompare per vendicarsi di Hetty per la vita che lei ha scelto per lui.
- Ascolti USA: 6 420 000[16]
- Ascolti Italia: 1 281 000 telespettatori – share 5,10%.[17]

## Confessioni
- Titolo originale: Answers
- Diretto da: Frank Military
- Scritto da: Kyle Harimoto

### Trama
Mentre il team indaga sul furto di un virus informatico, Callen e Sam considerano il loro futuro nell'agenzia, Kensi e Deeks sono preoccupati per non avere ancora dei figli. Eric e Nell analizzano l'impatto dell'incarico sotto copertura di Eric sulla loro relazione.
- Guest star: Shane McMahon (Steve Evans Agente speciale del CID), Arielle Vandenberg (Mara), Doran Sorell (Ethan Peretz).
- Ascolti USA: 6 420 000[18]
- Ascolti Italia: 1 392 000 telespettatori – share 5,22%.[19]

## Piani e progetti
- Titolo originale: Groundwork
- Diretto da: Benny Boom
- Scritto da: Erin Broadhurst

### Trama
L'agente della CIA Veronica Stephens chiede aiuto al team dell'NCIS. Hetty le ha chiesto di portare negli Stati Uniti un ingegnere agricolo che risulta scomparso.
- Guest star: Dina Meyer (Veronica Stephens Ufficiale della CIA), William Van Der Vegt (Nick Bardia), Sarah Chaney (Guardia di sicurezza Hotel), Martin Dorsla (Dottore Joseph Olonga), Aaron Reed (Omar), Jay Hector (Peter Sanders).
- Ascolti USA: 5 720 000[20]
- Ascolti Italia: 1 084 000 telespettatori – share 3,9%[21]

## Alta società
- Titolo originale: High society
- Diretto da: John P. Kousakis
- Scritto da: Chad Mazero

### Trama
Dopo un aumento dei decessi causati dall'uso di oppioidi del mercato nero, la squadra dell'NCIS collega la vendita della droga di strada ai finanziamenti per attività terroristiche.
- Guest star: Moon Bloodgood (Katherine Casillas), Pamela Reed (Roberta Deeks), Vladimir Noel (Kadek Waiguna), Rupak Ginn (Dev Jabbar), Rachel Marsh (Lily Chen), Adam Chambers (Victor Walker), Tyler Poelle (Medico legale Corey), Kate Orsini (Agente FBI Audrey Rush), Russell Sams (Richard Weaver), Bayley Corman (Istruttore di Yoga), Lauren McKnight (Coco).
- Ascolti USA: 6 370 000[22]
- Ascolti Italia: 1 245 000 telespettatori - share 4,70%;[23]

## Prima il dovere
- Titolo originale: Commitment Issues
- Diretto da: James Hanlon
- Scritto da: Jordana Lewis Jaffe

### Trama
La squadra dell'NCIS indaga sull'omicidio di un ingegnere navale durante un evento di poesia parlata. Inoltre, Callen chiede a Nell di aiutarlo nella ricerca internazionale di Anna, l'ex fidanzata e agente.
- Guest star: Moon Bloodgood (Katherine Casillas), Marsha Thomason (Agente speciale NCIS Nicole DeChamps), Phillip Garcia (Miguel Vela), Rima Rajan (Daisy Patel), Mary-Pat Green (Carla), Angela Trimbur (Janice Eckhart), Dawn Noel (Ufficiale LAPD Jessica Cole).
- Ascolti USA: 6 050 000[24]
- Ascolti Italia: 1 250 000 telespettatori - share 4,63%[25]

## Circolo vizioso
- Titolo originale: The Circle
- Diretto da: Diana C. Valentine
- Scritto da: Andrew Bartels

### Trama
Anna Kolcheck torna per avvertire Callen che è in pericolo e che ora deve lavorare con un acerrimo nemico per fermare un losco giro di traffico.
- Guest star: Bar Paly (Anastasia "Anna" Kolcheck), Gene Farber (Darius "Reznikov" Comescu), Erik Passoja (Otto Schmidt), Melanie Neilan (Mina Raducan), Laura Miranda (Alma), Todd Aaron Brotze (Contabile), Royce Binion (Eddie).
- Ascolti USA: 620 000[26]
- Ascolti Italia: 1 194 000 telespettatori - share 4,20%[27]

## Missione di salvataggio
- Titolo originale: Alsiyadun
- Diretto da: Dennis Smith
- Scritto da: R. Scott Gemmill

### Trama
Quando Fatima viene catturata durante una missione e tenuta in ostaggio per il riscatto, Callen e Sam collaborano con un agente della CIA sotto copertura di nome Kadri per liberarla e riaverla indietro.
- Guest star: Erik Palladino (Ufficiale CIA Vostanik Sabatino), Kiari "Offset" Cephus (Kadri Kashan Khan), Don Wallace (Sottufficiale capo dei Navy SEAL Frank Wallace), Abe Martell (Cobra/Fayyaad Al-Radwan Khalid), Satiar Pourvasei (signor. Namazi), Aneela Qureshi (signora Namazi).
- Ascolti USA: 6 490 000[28]
- Ascolti Italia: 1 419 000 telespettatori – share 4,90%[29]

## Veglia su di me
- Titolo originale: Watch Over Me
- Diretto da: Dan Liu
- Scritto da: Kyle Harimoto

### Trama
Quando un agente dell'FBI viene ucciso mentre cerca di rintracciare la posizione di un agente sotto copertura, l'NCIS deve trovare l'agente scomparso prima che lo facciano i criminali su cui stava indagando.
- Guest star: Bill Goldberg (agente DOJ Lance Hamilton), Caleb Castille (agente speciale FBI Devin Roundtree), Alexander Bedria (agente speciale FBI Randall Cejudo), Evander Holyfield (agente speciale NCIS Sutherland), Elizabeth Faith Ludlow (agente speciale FBI Mia Calvillo), Tye White (Aiden Hanna), Patrick Hume (Willy), Becky Wu (EMT Saito), Amani Atkinson (Owen).
- Nota. Il campione di boxe Evander Holyfield recita nei panni dell'agente speciale NCIS Sutherland e la leggenda del wrestling professionista Bill Goldberg torna nei panni dell'agente DOJ Lance Hamilton.
- Ascolti USA: 6 560 000[30]
- Ascolti Italia: 1 275 000 telespettatori – share 4,40%[31]

## Incontri ravvicinati
- Titolo originale: Missing Time
- Diretto da: Yangzom Brauen
- Scritto da: Andrew Bartels

### Trama
Mentre l'NCIS indaga sulla scomparsa di un ufficiale del dipartimento della difesa che stava indagando su un recente avvistamento UFO, Anna prende una decisione coraggiosa sul suo futuro.
- Guest star: Bar Paly (Anastasia "Anna" Kolcheck), Vyto Ruginis (Arkady Kolcheck), Scottie Thompson (agente DIA Sarah Raines), Alimi Ballard (AUSA Allan Williams), Terry Maratos (Jason Ward), Jason Ko (Lau Qiang), Adam George Key (ufficiale LAPD Harrison).
- Ascolti USA: 7 440 000[32]
- Ascolti Italia: telespettatori 1 314 000 – share 4,70%[33]

## La fortuna aiuta gli audaci
- Titolo originale: Fortune Favors the Brave
- Diretto da: Eric Pot
- Scritto da: R. Scott Gemmill

### Trama
Mentre Sam indaga sull'omicidio di un esule iraniano che lavora per rovesciare l'attuale regime, deve anche cercare di salvare l'agente Roundtree, una recluta al suo primo giorno di lavoro inaspettatamente avventuroso, poiché innesca accidentalmente una bomba. Inoltre, Nell prende una decisione sul suo futuro con NCIS.
- Guest star: Caleb Castille (agente speciale FBI Devin Roundtree), Shani Atias (Roxie Larian), Michelle Azar (dottore Shahmir Gilani), Mark Engelhardt (artificiere LAPD), Adam Kaiz (amico con il Metal detector).
- Ascolti USA: 7 010 000[34]
- Ascolti Italia: telespettatori 1 414 000 – share 5,10%[35]

## Fuoco e fiamme
- Titolo originale: Knock Down
- Diretto da: Tony Wharmby
- Scritto da: Jordana Lewis Jaffe

### Trama
L'NCIS assiste il DOJ nelle indagini su un piromane che prende di mira un rifugio dell'FBI con all'interno una dissidente politica del Venezuela in cerca di asilo. Emerge che il piromane è un vigile del fuoco con la sindrome dell'eroe (appiccare l'incendio per poi spegnerlo) mentre l'attivista è presa di mira da agenti venezuelani. Inoltre, Eric si occupa delle conseguenze dell'abbandono di Nell dal team. Deeks porta il tutore per la rottura dell'alluce dovuta alla scatola di bottiglie posizionata male da Kensi.
- Ascolti USA: 6 770 000[36]
- Ascolti Italia: telespettatori 1 341 000 – share 5,00%[37]

## Come corvi
- Titolo originale: Murder of Crows
- Diretto da: Suzanne Saltz
- Scritto da: Chad Mazero

### Trama
Un ex operatore tecnico NCIS chiede aiuto alla squadra per cercare il suo ex partner scomparso, quando temono che potrebbe lavorare con dei trafficanti d'armi che non sono riusciti a arrestare anni fa. In realtà, l'agente scomparso sta tendando di salvare un'informatrice, moglie di Vargas, capo dei trafficanti d'armi. Inoltre, Callen rivela a Sam che sta per mettere radici con Anna, e Deeks si lamenta quando il suo bar riceve una recensione negativa.
- Guest star: Anna Akana (Rhea Moretti), Patricia De Leon (Ellie Martinez), Angela E. Gibbs (Ellen), Travis Hammer (Perry Bellamy), Duncan Campbell (agente speciale NCIS Castor), Adam George Key (agente LAPD Harrison), Royce Binion (Eddie), Connor Marx (uomo spettinato).
- Ascolti USA: 6 890 000[38]
- Ascolti Italia: telespettatori 1 374 000 – share 5,10%[39]

## Codice del silenzio
- Titolo originale: Code of Conduct
- Diretto da: Frank Military
- Scritto da: Frank Military

### Trama
Sam, Callen e Rountree si recano in Afghanistan quando il tenente colonnello dei marine Sarah "Mac" MacKenzie chiede all'NCIS di aiutarla per un caso delicato: due SEAL affermano che il loro sottufficiale capo Argento ha ucciso un prigioniero disarmato e diversi civili. Argento è un vero e proprio serial killer protetto dagli agganci politici e militari. La squadra in Afghanistan cade in una imboscata creata dal padre di una delle vittime ritrovandosi prigionieri. Subentra la squadra di Argento che cerca di far fuori l'NCIS ma invece sarà lui ad essere arrestato.
- Guest star: Catherine Bell (tenente colonnello dei marine Sarah "Mac" MacKenzie), Caleb Castille (agente speciale FBI Devin Rountree), Don Wallace (capo di prima classe dei Navy SEAL Frank Wallace), Juan Riedinger (sottufficiale capo della marina Thomas Argento), T.J. Linnard (ufficiale speciale di prima classe Adam Barr), Kendall Johnson (operatore speciale di guerra di prima classe Malcolm Kendricks), My Watford (sottufficiale della marina William Moffat), Ali Saam (Khalil), Arshia Mandavi (Jawan Yusufi), Chris Lamica (sottufficiale della marina di seconda classe Michael Cole), Marshall Manesh (uomo anziano afgano), Sumeet Dang (Yusufzai).
- Ascolti USA: 5 260 000[40]
- Ascolti Italia: telespettatori 1 424 000 – share 5,50%[39]